# همت أباد (ده كردي)
همت أباد (بالفارسية: همت‌آباد) هي قرية تقع في إيران في البلدة المركزية. يقدر عدد سكانها بـ 57 نسمة .